# Jugon-les-Lacs-Commune-Nouvelle
Jugon-les-Lacs-Commune-Nouvelle (bret. Lanyugon-Kumun-Nevez) – gmina we Francji, w regionie Bretania, w departamencie Côtes-d’Armor. Została utworzona 1 stycznia 2016 roku z połączenia dwóch wcześniejszych gmin: Dolo oraz Jugon-les-Lacs. Siedzibą gminy została miejscowość Jugon-les-Lacs. W 2013 roku populacja wyżej wymienionych gmin wynosiła 2489 mieszkańców.